# Jóhannes Jósefsson
Jóhannes Jósefsson (ur. 27 lipca 1883 w Akureyri, zm. 5 października 1968 w Reykjavíku) – islandzki zapaśnik, olimpijczyk, później właściciel hotelu.

## Życiorys
Był mistrzem islandzkiej formy zapasów glima w 1907 i 1908, a także autorem pierwszej książki o glima wydanej po angielsku w 1907.
Wziął udział w zawodach zapaśniczych podczas igrzysk olimpijskich w 1908 w Londynie. Islandia należała wówczas do Danii, dlatego Jósefsson był uważany za duńskiego olimpijczyka. Obecnie Międzynarodowy Komitet Olimpijski uznaje go za reprezentanta Islandii. Zajął 4. miejsce w kategorii średniej w stylu klasycznym. Nie stanął do walki o brązowy medal z powodu ręki złamanej w półfinale.
Później występował w Europie i Stanach Zjednoczonych w pokazach walki, w tym w cyrku Ringling Bros. and Barnum & Bailey Circus. Po powrocie do Islandii w 1927 zainwestował zgromadzony majątek i otworzył Hótel Borg, pierwszy luksusowy hotel w tym kraju, który prowadził do odejścia na emeryturę w 1960. Był wtedy znany jako Jóhannes á Borg.

## Letnie Igrzyska Olimpijskie 1908
| Konkurencja          | Rundy eliminacyjne   | Ćwierćfinał        | Półfinał                  | O 3. miejsce             | Klas. końcowa |
| Konkurencja          | 1/8                  | Ćwierćfinał        | Półfinał                  | O 3. miejsce             | Miejsce       |
| -------------------- | -------------------- | ------------------ | ------------------------- | ------------------------ | ------------- |
| 75 kg styl klasyczny | Miklós Orosz (HUN) Z | Axel Frank (SWE) Z | Mauritz Andersson (SWE) P | Anders Andersen (DEN) WO | 4.            |